# Camargo (Chihuahua)
Camargo é um município do estado de Chihuahua, no México.